# Сент-Аман-де-Кот (кантон)
Сент-Ама́н-де-Кот (фр. Saint-Amans-des-Côts) — кантон во Франции, находится в регионе Юг — Пиренеи, департамент Аверон. Входит в состав округа Родез.
Код INSEE кантона — 1230. Всего в кантон Сент-Аман-де-Кот входят 6 коммун, из них главной коммуной является Сент-Аман-де-Кот.

## Коммуны кантона
| Коммуна                 | Население, чел. (1999) | Почтовый индекс | Код INSEE |
| ----------------------- | ---------------------- | --------------- | --------- |
| Кампурье                | 393                    | 12460           | 12048     |
| Монтезик                | 240                    | 12460           | 12151     |
| Сен-Симфорьен-де-Теньер | 228                    | 12460           | 12250     |
| Сент-Аман-де-Кот        | 771                    | 12460           | 12209     |
| Флорантен-ла-Капель     | 373                    | 12140           | 12103     |
| Юпарлак                 | 237                    | 12460           | 12116     |

## Население
Население кантона на 1999 год составляло 2 228 человек.
| 1962  | 1968  | 1975  | 1982  | 1990  | 1999  | 2006  | 2007 |
| ----- | ----- | ----- | ----- | ----- | ----- | ----- | ---- |
| 2 631 | 3 049 | 2 795 | 2 858 | 2 436 | 2 242 | 2 228 | —    |